# Szabó Árpád (klasszika-filológus)
Szabó Árpád (Budapest, 1913. október 16. – Budapest, 2001. szeptember 13.) Széchenyi-díjas klasszika-filológus, történész, tudománytörténész, egyetemi tanár, a Magyar Tudományos Akadémia rendes tagja. Filológiai-filozófiai alapokon fekvő tudománytörténeti kutatásaiban matematikai és természettudományos műveltségünk ókori alapjainak feltárását és kereteinek felvázolását tűzte ki célul.

## Életútja
1935-ben a Pázmány Péter Tudományegyetem görög–latin szakán szerzett bölcsészdoktori oklevelet. 1935-től a frankfurti Johann Wolfgang Goethe Egyetemen képezte tovább magát klasszika-filológiából és ókortörténetből, ahol 1938-ban Karl Reinhardt tanítványaként magántanári képesítést is szerzett. 1939-ben hazatért, s 1940-től 1948-ig a debreceni Tisza István Tudományegyetemen volt a klasszika-filológia tanára. A debreceni tanszék megszűnésével, 1948 után az Eötvös Loránd Tudományegyetemen oktatott klasszika-filológiát és ókortörténetet egészen 1957-ig, amikor politikai okokból, az 1956-os forradalomban tanúsított magatartására hivatkozva egyetemi tanári címétől megfosztották, állásából elbocsátották. 1958-ban az MTA Matematikai Kutatóintézetének lett tudományos munkatársa, s itt dolgozott egészen 1983. évi nyugdíjazásáig, utóbb tudományos főmunkatársként, majd tudományos tanácsadóként.
1991-ben rehabilitálták, s visszakapta egyetemi tanári címét, emellett a pécsi Janus Pannonius Tudományegyetem nyugalmazott egyetemi tanára is lett, de folyamatos oktatótevékenységet ekkor már nem végzett. 1994-ben Gazda Istvánnal együttműködve megalapította a Magyar Tudománytörténeti Intézetet, amelynek első elnöke lett.

## Munkássága
Pályája első felében az ókori görög műveltség, irodalom és történelem különböző kérdéseivel foglalkozott. Egyebek mellett behatóan vizsgálta vallásetnológiai megközelítésben az ókori hitrendszerek és mágia kapcsolatát, az ógörög dialektika rendszerét, a Homérosz-hagyományt, a Szophoklész-tragédiákat és Horatius helyét a hellenisztikus irodalomtörténet-írásban. Eszme-, mentalitás- és politikatörténeti szempontból, monografikus igénnyel tárta fel a Periklész, Szókratész és Démoszthenész korabeli Athén műveltségét. Több klasszikus mű fordítása fűződik a nevéhez, így többek között Hérodotosz történeti művének egyes szemelvényeit, Kratülosz és Platón filozófiai írásait, Tacitus Agricola és Germania című műveit ültette át magyarra, de ő gondozta Eukleidész Elemek című művének magyar kiadását is. Aranygyapjú címen ókori görög mítoszok és mondák reprezentatív válogatását fordította le és rendezte sajtó alá.
Bár az ókortörténeti és klasszika-filológiai tematika élete végéig elkísérte, tudománytörténeti kutatásai az 1950-es évek második felétől munkásságának egyre hangsúlyosabb vonulatát képezték. A klasszikus görög dialektika és az eukleidészi matematikai axiómák kapcsolódási pontjait keresve, filológiai módszerekkel és következetes történettudományi látásmóddal vázolta fel egyre részletesebben a görög matematika alapjául szolgáló axiomatikus-deduktív módszer gyökereit és természetét. 1969-ben német nyelven jelent meg az ókori görög matematika filológiai és filozófiai alapjairól, kibontakozásáról írott nagymonográfiája, amely később franciául, angolul, és rövidített változatban magyarul is megjelent. Ebben a munkájában megnyugtatóan tisztázott és kiigazított számos korábbi tudománytörténeti tévedést. Többek között filológiai-nyelvészeti alapon bizonyította, hogy az ógörög matematika terminológiájának és bizonyítási eljárásainak a filozófiai dialektika a közvetlen előképe, valamint hogy a püthagoraszi arány- és zeneelmélet is hozzájárult az antik matematika kibontakozásához.
A matematikáé mellett – azonos filológiai-filozófiai szemszögből és hasonló kérdésfeltevésekkel – behatóan foglalkozott az ókori természettudományok, a geometria, a trigonometria, a csillagászat, a fizika, a földrajztudomány, a térképezés, a geocentrikus világkép kialakulásával és múltjával, az anaximandroszi gnómon jelentőségével, de kísérletet tett az ókori görög leíró nyelvtudomány kibontakozásának felvázolására is. Idősebb korában figyelme a magyar természettudományos műveltség gyökerei, középkori és reneszánsz kori kibontakozása felé fordult.
Az ókori történelem és eszmetörténet témakörében jelentős ismeretterjesztő tevékenységet fejtett ki. Népszerű ifjúsági kiadványokban foglalta össze Hellász és a Római Birodalom kultúrtörténetét. Több történelem- és filozófia-tankönyv ókortörténeti fejezeteinek szerzője volt.
Szerkesztőbizottsági tagja volt az Acta Antiqua című ókortörténeti folyóiratnak, s 1991-ben alapító főszerkesztőként indította útjára az Existentia című filozófiai periodikát.

### Társasági tagságai és elismerései
1979-ben a Magyar Tudományos Akadémia levelező, 1990-ben rendes tagjává választották, tagja volt az MTA tudomány- és technikatörténeti bizottságának. 1973–1974-ben a stanfordi Center for Advanced Studies in the Behavioral Sciences tagjaként tevékenykedett. Nemzetközi elismertségének további tanúsága, hogy tagja volt az Athéni Akadémiának (1976), a Finn Interdiszciplináris Akadémiának (1978), a pakisztáni Hamdard Akadémiának (1979), a Tarantói Történeti és Régészeti Intézetnek (1980), a Szicíliai Antik Történeti Intézetnek (1981), a Római Mediterrán Akadémiának (1982), a Luccai Tudományos Akadémiának (1983) és a Berlini Tudományos Kollégiumnak (1985).
1964-ben az Akadémiai Díj harmadik fokozatát, 1992-ben az Apáczai Csere János-díjat ítélték oda neki. A klasszika-filológia és a matematikatörténet terén nemzetközileg is elismert munkásságáért, oktatói és ismeretterjesztő tevékenységéért 1993-ban Széchenyi-díjat kapott.

### Főbb művei
- Perikles kora: Történeti és politikai áttekintés. Budapest: Franklin Társulat; (hely nélkül): Parthenon Egyesület. 1942.
- Sokratés és Athén. Budapest: Szikra. 1948.  = Tudomány és Haladás,
- Óperzsa novellák. Budapest: Egyetemi ny. 1948.  , bőv. kiad.: Budapest: Kairosz. 2016
- Mágia és vallás. Budapest: Budapesti Irodalmi Intézet. 1949.  = Új Könyvtár,  42.
- Homéros. Budapest: Akadémiai. 1954.
- A trójai háború. Budapest: Ifjúsági. 1956.
- Homérosz világa. Budapest: Művelt Nép. 1956.  1
- Aranygyapjú. Budapest: Magvető. 1966.
- Anfänge der griechischen Mathematik. Budapest: Akadémiai. 1969.
- A görög matematika kibontakozása. Budapest: Magvető. 1978.  = Gyorsuló Idő,
- Enklima: Untersuchungen zur Frühgeschichte der griechischen Astronomie, Geographie und der Sehnentafeln. Athen: (kiadó nélkül). 1982.   (Erkka Maulával)
- Antik természettudomány. Budapest: Gondolat. 1984.   (Kádár Zoltánnal)
- Szophoklész tragédiái. Budapest: Gondolat. 1985.
- Róma jellemei. Budapest: Móra. 1985.
- Hellász hősei. Budapest: Móra. 1985.
- Das geozentrische Weltbild: Astronomie, Geographie und Mathematik der Griechen. München: DTV. 1992.
- A görög matematika: Tudománytörténeti visszapillantás. Budapest: Magyar Tudománytörténeti Intézet. 1998.
- Antik csillagászati világkép: Árnyék, naptár, földrajz, geometria. Budapest: Typotex. 1998.

## További irodalom
- Emlékkötet Szabó Árpád születésének 100. évfordulójára: A neves klasszikus filológus, tudománytörténész életmű-bibliográfiájával. Szerk. Gazda István. Budapest: Magyar Tudománytörténeti Intézet. 2013.  332 o
- Szabó Árpád életmű-bibliográfiája online (bővített): http://real.mtak.hu/13887/
- Életrajzi kronológiája https://web.archive.org/web/20170216055027/http://gerundium.lib.unideb.hu/file/7/560e33f5b4410/szerzo/18Szabo_arpad_klasszika_-filologus.pdf
- História - Tudósnaptár http://tudosnaptar.kfki.hu/historia/egyen.php?namenev=szaboarpad